# デリック・ルイス
￼デリック・ルイス（Derrick Lewis、1985年2月7日 - ）は、アメリカ合衆国の男性総合格闘家。ルイジアナ州ニューオーリンズ出身。4オンス・ファイトクラブ所属。UFC世界ヘビー級ランキング9位。元Legacy FCヘビー級王者。

## 来歴
7人兄弟の母子家庭で育ち、継父に虐待される一方でストリートファイトに明け暮れた。17歳でボクシングを始めるが、試合出場目前に告知も無く突然ボクシングジムが閉鎖してしまう。高校を卒業した2週間後に、交際相手の元夫とトラブルになり、散弾銃で攻撃されそうになったため、相手を殴って警察に突き出すが加重暴行罪で2年間の保護観察処分を受けた。アメリカンフットボールのスポーツ奨学生としてキルゴア大学に進学するが、保護観察の条件として受講を義務付けられていた教習クラスを、通うお金がなかったルイスは欠席を繰り返すと、保護観察違反で刑務所に3年6か月収監された。収監中に格闘家になることを考えていたルイスは、出所した1週間後には総合格闘技を始める一方で、元ボクシング世界ヘビー級王者のジョージ・フォアマンにボクシングの腕を見込まれ、車を買い与えられ、ジムに隣接するマンションの提供も受けてボクシングに誘われると、ボクシングに気持ちが傾きかけるが、2010年に総合格闘技デビューすると総合格闘技にはまり、フォアマンに車を返却して総合格闘技に専念した。

### Legacy FC
2012年8月17日、Legacy FCヘビー級王座決定戦でジャレッド・ロショルトと対戦し、パンチ連打で2RKO勝ち。王座獲得に成功した。
2013年3月1日、Legacy FCヘビー級タイトルマッチでリッキー・シーバーズと対戦し、パンチ連打で3RTKO勝ち。王座の初防衛に成功した。

### UFC
2014年4月19日、UFC初参戦となったUFC on FOX 11でジャック・メイと対戦し、パウンドで1RTKO勝ち。
2016年4月10日、UFC Fight Night: Rothwell vs. dos Santosでガブリエル・ゴンザーガと対戦し、右フックで1RKO勝ち。パフォーマンス・オブ・ザ・ナイトを受賞した。
2016年7月7日、UFC Fight Night: dos Anjos vs. Alvarezでヘビー級ランキング10位のロイ・ネルソンと対戦し、2-1の判定勝ち。
2016年12月9日、UFC Fight Night: Lewis vs. Abdurakhimovでヘビー級ランキング15位のシャミル・アブドゥラヒモフと対戦し、マウントパンチで4RTKO勝ち。
2017年2月19日、UFC Fight Night: Lewis vs. Browneでヘビー級ランキング9位のトラヴィス・ブラウンと対戦。ボディへの前蹴りを効かされるものの、右フックでダウンを奪いパウンドで2RKO勝ち。ファイト・オブ・ザ・ナイトを受賞した。
2017年6月11日、UFC Fight Night: Lewis vs. Huntでヘビー級ランキング7位のマーク・ハントと対戦し、スタンドパンチ連打で4RTKO負け。敗れはしたものの、ファイト・オブ・ザ・ナイトを受賞した。試合後に「この試合が最後になるかもしれない」と引退を示唆したが、後に撤回し現役続行を表明した。
2018年2月18日、UFC Fight Night: Cowboy vs. Medeirosでヘビー級ランキング9位のマルチン・ティブラと対戦し、右フックでダウンを奪いパウンドで3RKO勝ち。パフォーマンス・オブ・ザ・ナイトを受賞した。
2018年7月7日、UFC 226でヘビー級ランキング1位のフランシス・ガヌーと対戦し、3-0の判定勝ちを収めるも、両者共に手を出さず終始お見合い状態となってしまい、UFC解説のジョー・ローガンから「歴史上、最も退屈なヘビー級マッチだ」と酷評された。
2018年10月6日、UFC 229でヘビー級ランキング5位のアレキサンダー・ヴォルコフと対戦。ヴォルコフのスピーディーな打撃に苦戦し終始劣勢となるものの、試合終了直前に右ストレートでダウンを奪い、追撃のパウンドで逆転の3RKO勝ち。パフォーマンス・オブ・ザ・ナイトを受賞した。
前戦から僅か1ヶ月後の2018年11月3日、UFC 230のUFC世界ヘビー級タイトルマッチで王者ダニエル・コーミエに挑戦。グラウンドで圧倒され、2Rにリアネイキドチョークで一本負け。王座獲得に失敗した。
2019年3月9日、UFC Fight Night: Lewis vs. dos Santosでヘビー級ランキング8位のジュニオール・ドス・サントスと対戦し、パウンドで2RTKO負け。キャリア初の連敗を喫したものの、ファイト・オブ・ザ・ナイトを受賞した。
2019年3月19日、UFC 184からの古傷だった左膝の前十字靱帯と内側側副靱帯の手術を受けた。
2019年11月2日、UFC 244でヘビー級ランキング8位のブラゴイ・イワノフと対戦し、2-1の判定勝ち。
2020年8月8日、UFC Fight Night: Lewis vs. Oleinikでヘビー級ランキング10位のアレクセイ・オレイニクと対戦し、飛び膝蹴りから右フックでダウンを奪いパウンドで2RTKO勝ち。
2021年2月20日、UFC Fight Night: Blaydes vs. Lewisでヘビー級ランキング2位のカーティス・ブレイズと対戦し、2Rにタックルに合わせたカウンターの右アッパーで失神KO勝ち。パフォーマンス・オブ・ザ・ナイトを受賞し、ビクトー・ベウフォートのUFC史上最多KO勝利記録（12勝）に並んだ。
2021年8月7日、UFC 265のUFC世界ヘビー級暫定王座決定戦でヘビー級ランキング3位のシリル・ガーヌと対戦。スタンドの攻防で終始圧倒され、3RにパウンドでTKO負け。王座獲得に失敗した。
2021年12月18日、UFC Fight Night: Lewis vs. Daukausでヘビー級ランキング7位のクリス・ドーカスと対戦し、右フックで1RKO勝ち。これまで1位タイで並んでいたビクトー・ベウフォート、マット・ブラウンを抜いてUFC史上最多KO勝利記録（13勝）を更新した。
2022年2月12日、UFC 271でヘビー級ランキング11位のタイ・トゥイバサと対戦し、右肘打ちで2RKO負け。
2022年7月30日、UFC 277でヘビー級ランキング11位のセルゲイ・パブロビッチと対戦し、スタンドパンチ連打で1RTKO負け。
2023年2月4日、UFC Fight Night: Lewis vs. Spivakでヘビー級ランキング12位のセルゲイ・スピバックと対戦し、肩固めで1R一本負け。
2023年7月29日、UFC 291でヘビー級ランキング15位のマルコス・ホジェリオ・デ・リマと対戦し、試合開始早々に左飛び膝蹴りでダウンを奪いパウンドで33秒のTKO勝ち。パフォーマンス・オブ・ザ・ナイトを受賞した。
2023年11月4日、UFC Fight Night: Almeida vs. Lewisでヘビー級ランキング9位のジャイルトン・アウメイダと対戦し、0-3の5R判定負け。
2024年5月11日、UFC on ESPN: Lewis vs. Nascimentoでヘビー級ランキング15位のホドリゴ・ナシメントと対戦し、右ストレートでダウンを奪いパウンドで3RTKO勝ち。

## 人物・エピソード
- ヘビー級屈指のハードパンチャーとして知られ、UFCにおける最多KO勝利記録「16」を保持している[28][29]。また、胸に「Knock Out King」とタトゥーを入れている[30]。
- UFC選手の中で、新型コロナウイルスの感染が拡大している間には試合をしたくないと表明した数少ない選手で、その理由を、もし自身が感染した場合に、家族や愛する人達にも感染させるリスクを冒したくないためだと語っていたが、最終的に新型コロナウイルスの感染拡大中に試合を行っている[31]。
- ハリケーン・ハービーで大規模な洪水被害が出た際に、自主的に自身のピックアップトラックを使っておよそ100人の被災者を救助した[32]。
- 2021年5月18日、ジムでのトレーニングを終え駐車場に戻ったところ、自身の車を盗もうとしている泥棒を目撃したため、殴打し警察が到着するまで犯人を取り押さえた[33]。
- 2017年6月、長年交際していたガールフレンドとホノルルで挙式をあげた。また、彼女との間に3児を設けている。

## 戦績
| 総合格闘技 戦績 | 総合格闘技 戦績 | 総合格闘技 戦績 | 総合格闘技 戦績 | 総合格闘技 戦績 | 総合格闘技 戦績 | 総合格闘技 戦績 |
| --------------- | --------------- | --------------- | --------------- | --------------- | --------------- | --------------- |
| 42 試合         | (T)KO           | 一本            | 判定            | その他          | 引き分け        | 無効試合        |
| 29 勝           | 24              | 1               | 4               | 0               | 0               | 1               |
| 12 敗           | 6               | 2               | 3               | 0               | 0               | 1               |

| 勝敗 | 対戦相手                       | 試合結果                               | 大会名                                                              | 開催年月日     |
| ○    | タリソン・テイシェイラ         | 1R 0:35 TKO（左フック→パウンド）       | UFC on ESPN 70: Lewis vs. Teixeira                                  | 2025年7月12日  |
| ○    | ホドリゴ・ナシメント           | 3R 0:49 TKO（右ストレート→パウンド）   | UFC on ESPN 56: Lewis vs. Nascimento                                | 2024年5月11日  |
| ×    | ジャイルトン・アウメイダ       | 5分5R終了 判定0-3                      | UFC Fight Night: Almeida vs. Lewis                                  | 2023年11月4日  |
| ○    | マルコス・ホジェリオ・デ・リマ | 1R 0:33 TKO（左飛び膝蹴り→パウンド）   | UFC 291: Poirier vs. Gaethje 2                                      | 2023年7月29日  |
| ×    | セルゲイ・スピバック           | 1R 3:05 肩固め                         | UFC Fight Night: Lewis vs. Spivak                                   | 2023年2月4日   |
| ×    | セルゲイ・パブロビッチ         | 1R 0:55 TKO（スタンドパンチ連打）      | UFC 277: Peña vs. Nunes 2                                           | 2022年7月30日  |
| ×    | タイ・トゥイバサ               | 2R 1:40 KO（右肘打ち）                 | UFC 271: Adesanya vs. Whittaker 2                                   | 2022年2月12日  |
| ○    | クリス・ドーカス               | 1R 3:36 KO（右フック）                 | UFC Fight Night: Lewis vs. Daukaus                                  | 2021年12月18日 |
| ×    | シリル・ガーヌ                 | 3R 4:11 TKO（パウンド）                | UFC 265: Lewis vs. Gane 【UFC世界ヘビー級暫定王座決定戦】           | 2021年8月7日   |
| ○    | カーティス・ブレイズ           | 2R 1:26 KO（右アッパー→パウンド）      | UFC Fight Night: Blaydes vs. Lewis                                  | 2021年2月20日  |
| ○    | アレクセイ・オレイニク         | 2R 0:21 TKO（右フック→パウンド）       | UFC Fight Night: Lewis vs. Oleinik                                  | 2020年8月8日   |
| ○    | イリル・ラティフィ             | 5分3R終了 判定3-0                      | UFC 247: Jones vs. Reyes                                            | 2020年2月8日   |
| ○    | ブラゴイ・イワノフ             | 5分3R終了 判定2-1                      | UFC 244: Masvidal vs. Diaz                                          | 2019年11月2日  |
| ×    | ジュニオール・ドス・サントス   | 2R 1:58 TKO（パウンド）                | UFC Fight Night: Lewis vs. dos Santos                               | 2019年3月9日   |
| ×    | ダニエル・コーミエ             | 2R 2:14 リアネイキドチョーク           | UFC 230: Cormier vs. Lewis 【UFC世界ヘビー級タイトルマッチ】        | 2018年11月3日  |
| ○    | アレキサンダー・ヴォルコフ     | 3R 4:49 KO（右ストレート→パウンド）    | UFC 229: Khabib vs. McGregor                                        | 2018年10月6日  |
| ○    | フランシス・ガヌー             | 5分3R終了 判定3-0                      | UFC 226: Miocic vs. Cormier                                         | 2018年7月7日   |
| ○    | マルチン・ティブラ             | 3R 2:48 KO（右フック→パウンド）        | UFC Fight Night: Cowboy vs. Medeiros                                | 2018年2月18日  |
| ×    | マーク・ハント                 | 4R 3:51 TKO（スタンドパンチ連打）      | UFC Fight Night: Lewis vs. Hunt                                     | 2017年6月11日  |
| ○    | トラヴィス・ブラウン           | 2R 3:12 KO（右ストレート→パウンド）    | UFC Fight Night: Lewis vs. Browne                                   | 2017年2月19日  |
| ○    | シャミル・アブドゥラヒモフ     | 4R 3:42 TKO（マウントパンチ）          | UFC Fight Night: Lewis vs. Abdurakhimov                             | 2016年12月9日  |
| ○    | ロイ・ネルソン                 | 5分3R終了 判定2-1                      | UFC Fight Night: dos Anjos vs. Alvarez                              | 2016年7月7日   |
| ○    | ガブリエル・ゴンザーガ         | 1R 4:48 KO（右フック）                 | UFC Fight Night: Rothwell vs. dos Santos                            | 2016年4月10日  |
| ○    | ダミアン・グラボウスキー       | 1R 2:17 TKO（パウンド）                | UFC Fight Night: Hendricks vs. Thompson                             | 2016年2月6日   |
| ○    | ヴィクトル・ペシュタ           | 3R 1:15 TKO（マウントパンチ）          | UFC 192: Cormier vs. Gustafsson                                     | 2015年10月3日  |
| ×    | ショーン・ジョーダン           | 2R 0:48 TKO（右フックキック→パウンド） | UFC Fight Night: Boetsch vs. Henderson                              | 2015年6月6日   |
| ○    | ルアン・ポッツ                 | 2R 3:18 TKO（マウントパンチ）          | UFC 184: Rousey vs. Zingano                                         | 2015年2月28日  |
| ×    | マット・ミトリオン             | 1R 0:41 KO（右フック→パウンド）        | UFC Fight Night: Jacare vs. Mousasi                                 | 2014年9月5日   |
| ○    | グトー・イノセンチ             | 1R 3:30 KO（パウンド）                 | The Ultimate Fighter 19 Finale                                      | 2014年7月6日   |
| ○    | ジャック・メイ                 | 1R 4:23 TKO（パウンド）                | UFC on FOX 11: Werdum vs. Browne                                    | 2014年4月19日  |
| ○    | リッキー・シーバーズ           | 3R 4:22 TKO（パンチ連打）              | Legacy Fighting Championship 18 【Legacy FCヘビー級タイトルマッチ】 | 2013年3月1日   |
| ○    | ジャレッド・ロショルト         | 2R 4:41 KO（パンチ連打）               | Legacy Fighting Championship 13 【Legacy FCヘビー級王座決定戦】     | 2012年8月17日  |
| ○    | ジャスティン・フレイザー       | 1R 2:37 TKO（打撃）                    | RFA 2: Yvel vs. Alexander                                           | 2012年3月30日  |
| －   | ジェレマイア・コンスタント     | 1R 0:48 ノーコンテスト（反則）         | FTW: Paramount Prize Fighting 2012 【FTWヘビー級タイトルマッチ】    | 2012年1月27日  |
| ○    | ラキム・クリーブランド         | 3R 3:12 TKO（パンチ連打）              | Legacy Fighting Championship 9                                      | 2011年12月16日 |
| ○    | ジェイ・ペッシュ               | 1R 0:46 TKO（パンチ連打）              | Immortal Kombat Fighting                                            | 2011年9月3日   |
| ×    | トニー・ジョンソン             | 5分3R終了 判定0-3                      | Bellator 46                                                         | 2011年6月25日  |
| ○    | テイラー・ハーバート           | 1R 2:14 TKO（パンチ連打）              | International Xtreme Fight Association 【IXFAヘビー級王座決定戦】   | 2011年2月26日  |
| ○    | ラキム・クリーブランド         | 2R 1:33 腕ひしぎ十字固め               | Worldwide Gladiator                                                 | 2010年11月12日 |
| ○    | ライアン・マルチネス           | 2R 1:03 TKO（パンチ連打）              | FTW / KOC: Worlds Collide 【FTWヘビー級タイトルマッチ】             | 2010年7月24日  |
| ×    | ショーン・ジョーダン           | 5分3R終了 判定0-3                      | Cajun Fighting Championships: Full Force                            | 2010年6月25日  |
| ○    | ニック・ミッチェル             | 2R 1:33 TKO（パンチ連打）              | Worldwide Gladiator                                                 | 2010年4月9日   |

## 獲得タイトル
- FTWヘビー級王座（2010年）
- IXFAヘビー級王座（2011年）
- 初代Legacy FCヘビー級王座（2012年）

## 表彰
- UFC ファイト・オブ・ザ・ナイト（3回）
- UFC パフォーマンス・オブ・ザ・ナイト（5回）